# William H. Gass
William H. Gass (Fargo, Észak-Dakota, 1924. július 30. – University City, Missouri, 2017. december 6.) amerikai író, irodalomkritikus.

## Művei
Regények
- Omensetter's Luck (1966)
- In the Heart of the Heart of the Country (1968, öt elbeszélés)
- Willie Masters' Lonesome Wife (1968)
- The Tunnel (1995)
- Cartesian Sonata and Other Novellas (1998)
- Middle C (2013)
- Eyes (2015, két regény, öt novella)

egyéb művek
- Fiction and the Figures of Life (1970)
- On Being Blue: A Philosophical Inquiry (1976)
- The World within the Word (1978)
- Habitations of the Word (1984)
- Finding a Form: Essays (1997)
- Reading Rilke: Reflections on the Problems of Translation (1999)
- Tests of Time (2002)
- Conversations with William H. Gass (2003)
- A Temple of Texts (2006)
- Life Sentences (2012)